# SAHA Jahesh-700
Le Jahesh-700 (en persan : جهش, saut) est un projet de turboréacteur à double flux développé pour l'Iran par la société d'Etat SAHA. Il est destiné à équiper des drones pesant jusqu'à 4 000 kg. 

## Choix du nom
Le mot Jahesh (جهش) en persan signifie saut, symbolisant le bond en avant de la technologie locale de l'Iran. C'est aussi un clin d’œil aux turboréacteurs LEAP produits par le constructeur CFM International :  Jahesh se traduit par leap en anglais .
Le suffixe 700 désigne la poussée en kg du turboréacteur, soit 7 kN environ.

## Historique
Le prototype est dévoilé le 20 août 2020,.